# Star Sixes
Star Sixes er en indendørs fodboldturnering, hvor tidligere internationale landsholdsspillere er valgt til at repræsentere det landshold som de spillede for. Den første turnering fandt sted i juli 2017 i The O2 Arena i Englands hovedstad London.

## Format
Der bliver spillet indendørs på kunstgræs og uden bander. Kun spillere som har sluttet deres karriere på topplan, og er noteret for mindst én landskamp må deltage i turneringen. Hvert hold har seks spillere på banen, og fire på udskiftningsbænken.

## Star Sixes 2017
Den første udgave af Star Sixes fandt sted 13.-16. juli 2017 i The O2 Arena i London. Adskillige store tidligere stjerner stillede op i turneringen, der havde deltagelse af 12 hold med hver ti spillere. Blandt stjernerne var brasilianerne Rivaldo, Roberto Carlos og Dida, spanierne Carles Puyol, Michel Salgado og Fernando Morientes, tyskerne Michael Ballack, Kevin Kurányi og Timo Hildebrand, nigerianerne Jay-Jay Okocha og Uche Okechukwu, franskmændene Robert Pirès, William Gallas, Marcel Desailly og Youri Djorkaeff, portugiserne Deco og Maniche, englænderne Steven Gerrard, Michael Owen, Emile Heskey og Phil Neville. Danmark deltog også med spillere som Martin Jørgensen, John Sivebæk (turneringens ældste spiller med sine 55 år) og Stig Tøfting.
Formatet var tre indledende puljer med fire hold i hver og kampe alle mod alle. De to bedste fra hver pulje samt de to bedste treere gik videre til knockout-runden. I indledende pulje blev der spillet 20 minutter pr. kamp, mens der i knockout-runden blev spillet 2×15 minutter pr. kamp. Der blev spillet på en bane på 46×26 m med mål på 4,8×2,1 m. Hvert hold stillede med ti spillere, heraf én målmand, og seks spillere var på banen ad gangen (flyvende udskiftning).
Danmark var et af turneringens overraskelser, idet holdet efter først at have vundet sin pulje over Frankrig, Tyskland og Portugal vandt kvartfinalen over England og semifinalen over Brasilien kom i finalen, hvor det blev til et 1-2 nederlag til Frankrig, der dermed blev turneringens vindere. Spanske Michel Salgado blev topscorer med ni mål, mens danske Chris Sørensen (dansk topscorer med fire mål) blev valgt til turneringens mest værdifulde spiller.